# Supercopa de Catalunya d'handbol femenina
|  | Aquest article tracta sobre la competició femenina. Si cerqueu la competició masculina, vegeu «Supercopa de Catalunya d'handbol masculina». |

La Supercopa de Catalunya d'handbol femenina és una competició esportiva catalana de clubs femenins d'handbol, creada la temporada 2012-13. De caràcter anual, està organitzada per la Federació Catalana d'Handbol. Hi participen els dos millors equips catalans classificats a les lligues estatals d'handbol, disputant un final en una seu neutral. Se celebra normalment al mes d'agost i dona inici a les competicions de l'handbol femení a Catalunya. El torneig és successor de la Lliga dels Pirineus d'handbol femenina.
El dominador de la competició és el Club Balonmano Granollers amb onze títols.

## Historial
| En negreta = Equip guanyador (1) = Nombre de campionats (prò.) = Pròrroga (p.) = Penals Nota: Noms dels equips segons l'època |

| Edició | Temp.   | Data          | Campió                     | Resultat      | Subcampió                       | Seu                                                 | refs   |
| ------ | ------- | ------------- | -------------------------- | ------------- | ------------------------------- | --------------------------------------------------- | ------ |
| I      | 2012-13 | 03-09-2012    | Esportiu Castelldefels (1) | 15-11         | CH Gavà                         | Pavelló Poliesportiu de la Draga, Banyoles          | [ 1 ]  |
| II     | 2013-14 | no es disputà | no es disputà              | no es disputà | no es disputà                   | no es disputà                                       |        |
| III    | 2014-15 | 23-08-2014    | KH-7 BM Granollers (1)     | 30-20         | Esportiu Tibu-Ron Castelldefels | Pavelló Juan Carlos Navarro, St. Feliu de Llobregat | [ 3 ]  |
| IV     | 2015-16 | 28-08-2015    | KH-7 BM Granollers (2)     | 28-22         | CH Amposta Lagrama              | Complex Esportiu de Blanes                          | [ 4 ]  |
| V      | 2016-17 | 26-10-2016    | KH-7 BM Granollers (3)     | 29-25         | CH Amposta Lagrama              | Pavelló Juan Carlos Navarro, St. Feliu de Llobregat | [ 5 ]  |
| VI     | 2017-18 | 19-10-2017    | KH-7 BM Granollers (4)     | 40-25         | Associació Lleidatana d'Handbol | Pavelló Municipal d'Agramunt                        | [ 6 ]  |
| VII    | 2018-19 | 27-08-2018    | KH-7 BM Granollers (5)     | 31-16         | Handbol Sant Vicenç Bar Mi Casa | Palau d'Esports de Granollers                       | [ 7 ]  |
| VIII   | 2019-20 | 23-09-2019    | KH-7 BM Granollers (6)     | 38-22         | Avannubo BM La Roca             | Pavelló de Les Comes, Igualada                      | [ 8 ]  |
| IX     | 2020-21 | 21-08-2020    | KH-7 BM Granollers (7)     | 41-22         | Handbol Sant Vicenç Bar Mi Casa | Pavelló Salvador Gimeno, Sant Joan Despí            | [ 9 ]  |
| X      | 2021-22 | 07-09-2021    | KH-7 BM Granollers (8)     | 31-23         | Handbol Sant Quirze             | Palau d'Esports de Granollers                       | [ 10 ] |
| XI     | 2022-23 | 29-08-2022    | KH-7 BM Granollers (9)     | 39-19         | OAR Gràcia                      | Pavelló Esportiu de Can Cases, Martorell            | [ 11 ] |
| XII    | 2023-24 | 29-08-2023    | KH-7 BM Granollers (10)    | 38-25         | Handbol Sant Quirze             | Pavelló Esportiu de Can Cases, Martorell            | [ 12 ] |
| XIII   | 2024-25 | 28-08-2024    | KH-7 BM Granollers (11)    | 38-30         | OAR Gràcia                      | CEM Les Moreres, Esplugues de Llobregat             | [ 13 ] |

## Palmarès
| Equip                           | Campió | Subcampió | Finals | Anys campió                                                                                       | Anys subcampió   |
| ------------------------------- | ------ | --------- | ------ | ------------------------------------------------------------------------------------------------- | ---------------- |
| Club Balonmano Granollers       | 11     | 0         | 11     | 2014-15, 2015-16, 2016-17, 2017-18, 2018-19, 2019-20, 2020-21, 2021-22, 2022-23, 2023-24, 2024-25 | —                |
| Handbol Esportiu Castelldefels  | 1      | 1         | 2      | 2012-13                                                                                           | 2014-15          |
| Club Handbol Amposta            | 0      | 2         | 2      | —                                                                                                 | 2015-16, 2016-17 |
| Fundació Handbol Sant Vicenç    | 0      | 2         | 2      | —                                                                                                 | 2018-19, 2020-21 |
| Handbol Sant Quirze             | 0      | 2         | 2      | —                                                                                                 | 2020-21, 2023-24 |
| OAR Gràcia                      | 0      | 2         | 2      | —                                                                                                 | 2021-22, 2024-25 |
| Associació Lleidatana d'Handbol | 0      | 1         | 1      | —                                                                                                 | 2017-18          |
| Club Balonmano La Roca          | 0      | 1         | 1      | —                                                                                                 | 2019-20          |